# Лайма (Нью-Йорк)
Лайма (англ. Lima) — місто (англ. town) в США, в окрузі Лівінгстон штату Нью-Йорк. Населення — 4154 особи (2020).

## Демографія
Згідно з переписом 2010 року, у місті мешкало 4305 осіб у 1671 домогосподарстві у складі 1153 родин. Було 1806 помешкань
Расовий склад населення:
| - 96,8 % — білих - 1,0 % — азіатів - 0,6 % — чорних або афроамериканців - 0,3 % — корінних американців |

До двох чи більше рас належало 1,0 %. Частка іспаномовних становила 1,7 % від усіх жителів.
За віковим діапазоном населення розподілялося таким чином: 22,6 % — особи молодші 18 років, 63,6 % — особи у віці 18—64 років, 13,8 % — особи у віці 65 років та старші. Медіана віку мешканця становила 41,9 року. На 100 осіб жіночої статі у місті припадало 97,6 чоловіків;  на 100 жінок у віці від 18 років та старших — 95,7 чоловіків також старших 18 років.
Середній дохід на одне домашнє господарство  становив 71 489 доларів США (медіана — 58 606), а середній дохід на одну сім'ю — 84 834 долари (медіана — 75 724). Медіана доходів становила 51 450 доларів для чоловіків та 38 690 доларів для жінок. За межею бідності перебувало 9,4 % осіб, у тому числі 15,0 % дітей у віці до 18 років та 3,5 % осіб у віці 65 років та старших.
Цивільне працевлаштоване населення становило 2058 осіб. Основні галузі зайнятості: освіта, охорона здоров'я та соціальна допомога — 25,9 %, виробництво — 20,5 %, роздрібна торгівля — 11,7 %, мистецтво, розваги та відпочинок — 7,4 %.